# Бредихине
Бреди́хине — село в Україні, у Кетрисанівській сільській громаді Кропивницького району Кіровоградської області. Населення становить 132 осіб.

## Історія
Село належало до Бобринецького району до його ліквідації 17 липня 2020 року.

## Населення
Згідно з переписом УРСР 1989 року чисельність наявного населення села становила 173 особи, з яких 81 чоловік та 92 жінки.
За переписом населення України 2001 року в селі мешкали 132 особи.

### Мова
Розподіл населення за рідною мовою за даними перепису 2001 року:
| Мова       | Відсоток |
| ---------- | -------- |
| українська | 96,21 %  |
| молдовська | 1,52 %   |
| російська  | 1,52 %   |
| білоруська | 0,76 %   |